# Josef Strobl (Politiker)
Josef Strobl (* 30. Januar 1887 in München; † 27. Juni 1965 in Kelheim)  war ein deutscher SPD-Politiker, Landrat im Landkreis Ingolstadt, Oberbürgermeister von Ingolstadt und Abgeordneter im Bayerischen Landtag.

## Werdegang
Strobl besuchte die Volks- und Fortbildungsschule und absolvierte in den Jahren 1900/1901 eine Kaufmannslehre. 1902 besuchte er eine Militärschule und war dann Berufssoldat im waffentechnischen Dienst, zuletzt als Feuerwerksleutnant. 1917 wurde er bei Verdun schwer verwundet. Nach dem Ersten Weltkrieg war er Finanzbeamter im gehobenen mittleren Dienst, zuletzt als Steueramtmann.
Von 1924 bis 1933 war der SPD-Politiker Strobl Stadtrat in Ingolstadt. 1933 war er kurzzeitig Mitglied des Bayerischen Landtags. 1933 und 1944 war er zwei Mal im KZ Dachau. 1945 wurde er durch die amerikanische Militärregierung als Landrat des oberbayerischen Landkreises Ingolstadt eingesetzt. Er blieb bis Herbst 1946 im Amt und war dann erneut bis 1952 Stadtrat und zwischen 1948 und 1952 Zweiter Bürgermeister der Stadt Ingolstadt. Im April 1952 wurde er zum Oberbürgermeister gewählt und behielt dieses Amt bis 1955. Bis zur Neuwahl 1956 war der ehrenamtliche Bürgermeister Rudolf Gail als Oberbürgermeister-Vertreter tätig.
Von 1950 bis 1957 war Strobl erneut Abgeordneter im Bayerischen Landtag.

## Auszeichnungen
1957 erhielt Strobl das Bundesverdienstkreuz 1. Klasse.